# Jean IV de Krnov
Jean IV de Krnov (également connu Jean IV d'Opava-Racibórz ou  Jean l'Aîné; tchèque : Jan IV. Krnovský; allemand : Johann IV. von Jägerndorf ou Johann III. von Troppau-Ratibor; né vers  1435 – 1482/1483 à Wodzisław Śląski) fut un membre de la lignée d'Opava de la dynastie des Přemyslides. Il fut duc de Krnov (en allemand :Jägerndorf ) de 1452 à 1474 et duc de Wodzisław Śląski (en allemand : Loslau) de 1464 jusqu'à sa mort.

## Biographie
Jean IV est le fils aîné du duc  Nicolas V de  Krnov et de son épouse
Marguerite Clemm d'Ellguth.  Jean IV et son jeune frère Venceslas III sont encore mineurs lors de la mort de leur père en 1452. La veuve de ce dernier leur belle-mère, Barbara Rockenberg et leur oncle
Venceslas II de Ratibor († 1456) assurent la régence. Lorsque les deux frères deviennent adultes 
ils règnent d'abord conjointement sur leur patrimoine familial. Cependant en 1464, l'héritage est divisé.  Jean IV reçoit le Duché de Krnov, Bruntál, et Wodzisław Śląski; Venceslas III obtient Rybnik, Żory et Pszczyna.
Pendant le conflit au cours duquel Matthias Corvin tente à partir de 1469 de s'emparer de la couronne de Bohême les deux frères soutiennent le roi excommunié Georges de Bohême puis après la mort de ce dernier en 1471 son successeur Vladislas IV de Bohême. Dans ce contexte le roi Matthias Corvin de Hongrie fait prisonnier Jean IV et Venceslas de Rybnik en 1474. Il oblige Jean IV  à lui céder le duché de Krnov. Jean IV dépouillé se retire à Wodzisław Śląski où il meurt en  1482/1483 pendant que son frère meurt en détention dans le comté de Glatz en 1478.
Jean IV de Krnov meurt célibataire et sa sœur  Barbara de Krnov († 1510), qui avait épousé en 1475  le duc Jean IV d'Oświęcim et qui s'était élevée contre le traitement infligé à ses frères par le roi Matthias Corvin et la spoliation de l'héritage de leur père qui en avait résulté se proclame elle-même Dame de Krnov en 1490 après la mort du roi de Hongrie.

## Source de la traduction
- (en) Cet article est partiellement ou en totalité issu de l’article de Wikipédia en anglais intitulé « John IV, Duke of Krnov » (voir la liste des auteurs).